# Jacob Rotius
Jacob Rotius (Hoorn, 1644 - aldaar, 1681 of 1682) was een Nederlands kunstschilder uit de Gouden Eeuw. Hij was een zoon van Jan Albertsz Rotius, die vermoedelijk ook zijn leermeester was. Jacob Rotius specialiseerde zich in het vervaardigen van stillevens met bloemen en vruchten. 
Mogelijk verbleef Rotius rond 1668 enige tijd in Amsterdam, aangezien zijn werk de invloeden toont van de daar werkzame Willem Kalf en hij trouwde met de uit Amsterdam afkomstige Hendrina Swol. Het paar trouwde in Hoorn en kreeg een zoon en drie dochters. 
Arnold Houbraken vermeldt in zijn werk De groote schouburgh der Nederlantsche konstschilders en schilderessen dat Jacob een leerling of navolger was van de stillevenschilder Jan Davidsz. de Heem. Houbraken meldt verder dat Jacob Rotius depressief van aard was en zichzelf uiteindelijk het leven benam.